# Dipcadi ciliare
Dipcadi ciliare är en sparrisväxtart som först beskrevs av Christian Friedrich Frederik Ecklon, Carl Ludwig Philipp Zeyher och William Henry Harvey, och fick sitt nu gällande namn av John Gilbert Baker. Dipcadi ciliare ingår i släktet Dipcadi och familjen sparrisväxter. Inga underarter finns listade i Catalogue of Life.